# Anthogonium
Anthogonium là một chi lan (họ Orchidaceae), với một loài duy nhất được tìm thấy ở vùng Himalaya và Trung Quốc.